# Aconiteae
Aconiteae, tribus žabnjakovki, dio potporodice Ranunculoideae. Tipični rod je jedić, Aconitum, otrovno bilje sa preko 320 vrsta (337 po Kewu) iz umjerene sjeverne hemisfere, poglavito po Kini i Rusiji.
Tipična i najpoznatija vrsta je Aconitum napellus L., modri jedič

## Rodovi
1. Staphisagria Hill (3 spp.)
2. Aconitum L. (327 spp.)
3. Gymnaconitum (Stapf) Wei Wang & Z. D. Chen (1 sp.)
4. Delphinium L. (517 spp.)